# 安達·韋斯
安達·韋斯(André Weis)（1989年9月30日—），德國職業足球員，司職門將，現時效力德國球會恩高斯達特。